# 2. Basketball-Bundesliga 1981/82
Die Saison 1981/1982 war die siebte Saison der 2. Basketball-Bundesliga.

## Modus
Es wurde in zwei Gruppen Nord und Süd mit je zehn Mannschaften gespielt. Da sich der Hamburger TB 62 sehr spät entschied, nicht in der Basketball-Bundesliga zu spielen und sich in die 2. Basketball-Bundesliga zurückzog, spielte die Nordstaffel mit elf Mannschaften. Nach einer Einfachrunde spielten die ersten vier Mannschaften einer Staffel eine zweigleisige Aufstiegsrunde aus, deren Sieger in die Basketball-Bundesliga aufstieg. Die restlichen Mannschaften spielten eine Abstiegsrunde in ihrer Staffel aus. Aus der Nordstaffel stiegen aufgrund der zugeordneten Regionalligen und der elften Mannschaft regulär drei Mannschaften und aus der Südstaffel ebenfalls drei Mannschaften ab. Sowohl in die Aufstiegs- als auch Abstiegsrunde wurden alle Punkte der Hauptrunde mitgenommen.

## Teilnehmende Mannschaften

### Gruppe Nord
- BG Hagen

Spielgemeinschaft aus DEK und Fichte Hagen
Absteiger aus der Basketball-Bundesliga
- Hamburger Turnerbund von 1862

Der Verein zog sich vor Saisonbeginn aus der Basketball-Bundesliga zurück.
- FC Schalke 04
- BG 74 Göttingen
- UBC Medico Münster

Aufgrund des Hauptsponsors wurde der Name Medico hinzugefügt.
- TSV Hagen 1860
- Oldenburger TB
- Jugend 07 Bergheim
- TV Ibbenbüren

Aufsteiger aus den Regionalligen Nord und West
- OSC Bremerhaven
- Düsseldorfer BG

Spielgemeinschaft aus TV Grafenberg und ART Düsseldorf.

### Gruppe Süd
Aufgrund des Rückzugs des Hamburger TB 62 aus der Basketball-Bundesliga wurde zwischen der SpVgg 07 Ludwigsburg, dem TV Langen und dem FC Schalke 04 der frei gewordene Platz in Hin- und Rückspielen ausgespielt. Der TV Langen gewann diese Vergleiche und stieg damit nachträglich in die Basketball-Bundesliga auf. Dadurch wurde die Zahl der Absteiger der Vorsaison reduziert, der TV Eppelheim blieb formal in der Liga. Da dieser sich jedoch auch vor Saisonbeginn zurückzog, rückte der BC Darmstadt nach.
- SpVgg 07 Ludwigsburg

Absteiger aus der Basketball-Bundesliga
- 1. FC Bamberg
- TG Hanau
- DJK SB München
- SB DJK Rosenheim
- TV Eppelheim

Rückzug vor Saisonbeginn, BC Darmstadt Nachrücker
- BG Bamberg

Spielgemeinschaft aus VfL Jahn Bamberg und Eintracht Bamberg
- BC Darmstadt

Nachrücker für den TV Eppelheim
Aufsteiger aus den Regionalligen Mitte, Südwest und Süd
- BG Aschaffenburg

Spielgemeinschaft aus TuS Aschaffenburg-Damm und DJK Aschaffenburg
- VfL Waiblingen
- TS Kronach

## Saisonverlauf

### Abschlusstabellen Hauptrunde
Nord
| Platz | Team                | Gesamt    | Gesamt |
| ----- | ------------------- | --------- | ------ |
| 1.    | BG 74 Göttingen     | 1675:1519 | 36:4   |
| 2.    | BG Hagen (A)        | 1702:1505 | 34:6   |
| 3.    | FC Schalke 04       | 1815:1536 | 32:8   |
| 4.    | TSV Hagen 1860      | 1616:1560 | 22:18  |
| 5.    | Oldenburger TB      | 1675:1567 | 20:20  |
| 6.    | Düsseldorfer BG (N) | 1589:1639 | 18:22  |
| 7.    | OSC Bremerhaven (N) | 1736:1865 | 16:24  |
| 8.    | UBC Medico Münster  | 1539:1617 | 12:28  |
| 9.    | TV Ibbenbüren       | 1629:1708 | 12:28  |
| 10.   | Hamburger TB 62 (A) | 1587:1820 | 10:30  |
| 11.   | Jugend 07 Bergheim* | 1587:1820 | 8:32   |

 * Jugend 07 Bergheim stieg freiwillig bereits nach der Hauptrunde in die Regionalliga ab.
Süd
| Platz | Team                     | Gesamt    | Gesamt |
| ----- | ------------------------ | --------- | ------ |
| 1.    | BG Aschaffenburg (N)     | 1584:1359 | 32:4   |
| 2.    | 1. FC Bamberg            | 1573:1350 | 28:8   |
| 3.    | SpVgg 07 Ludwigsburg (A) | 1592:1369 | 28:8   |
| 4.    | BG Bamberg               | 1410:1290 | 24:12  |
| 5.    | SB DJK Rosenheim         | 1562:1559 | 16:20  |
| 6.    | VfL Waiblingen (N)       | 1559:1590 | 16:20  |
| 7.    | TG Hanau                 | 1441:1466 | 14:22  |
| 8.    | BC Darmstadt             | 1341:1443 | 12:24  |
| 9.    | TS Kronach (N)           | 1459:1668 | 8:28   |
| 10.   | DJK SB München*          | 1226:1633 | 2:34   |

 * Der SB DJK München stieg freiwillig bereits nach der Hauptrunde in die Regionalliga ab.

### Aufstiegsrunden
Nord
| Platz | Team            | Gesamt*   | Gesamt* |
| ----- | --------------- | --------- | ------- |
| 1.    | FC Schalke 04   | 2314:1981 | 44:8    |
| 2.    | BG 74 Göttingen | 2191:2007 | 44:8    |
| 3.    | BG Hagen (A)    | 2205:2043 | 36:16   |
| 4.    | TSV Hagen 1860  | 2110:2101 | 24:24   |

Süd
| Platz | Team                     | Gesamt*   | Gesamt* |
| ----- | ------------------------ | --------- | ------- |
| 1.    | BG Aschaffenburg (N)**   | 2095:1844 | 40:8    |
| 2.    | 1. FC Bamberg            | 2058:1783 | 38:10   |
| 3.    | SpVgg 07 Ludwigsburg (A) | 2065:1849 | 32:16   |
| 4.    | BG Bamberg               | 1860:1811 | 26:22   |

 * Es wurden alle Ergebnissen der Hauptrunde in die Aufstiegsrunde mitgenommen. 

 ** Während der Hauptrunde kam es zu einem Konflikt zwischen der BG Aschaffenburg und dem Bayerischen Basketballverband (BBV) über nicht bezahlte Verbandsrechnungen. Der BBV entzog für kurze Zeit im Dezember 1981 als verantwortlicher Regionalverband der Spielgemeinschaft die Spielberechtigung. Gegen diese Entscheidung ging die BG Aschaffenburg sportgerichtlich vor. Im Juni 1982 wurde die Entscheidung jedoch vom Rechtsausschuss des Deutschen Basketball Bundes bestätigt, so dass die BG Aschaffenburg die in der Zeit des Verlusts der Spielberechtigung gewonnenen Punkte aberkannt bekam. Somit wurde auch die Aufstiegsrunde nicht gewonnen, der 1. FC Bamberg wurde sportlicher Aufsteiger. Der nachträgliche Punktverlust ist in den genannten Tabellen nicht berücksichtigt.

### Abstiegsrunden
Nord
Aufgrund des freiwilligen Abstiegs von Jugend 07 Bergheim nach der Hauptrunde, wurde die Abstiegsrunde wie üblich mit sechs Mannschaften gespielt.
| Platz | Team                | Gesamt *  | Gesamt * |
| ----- | ------------------- | --------- | -------- |
| 1.    | Oldenburger TB      | 2657:2450 | 36:24    |
| 2.    | Düsseldorfer BG (N) | 2436:2539 | 30:30    |
| 3.    | OSC Bremerhaven (N) | 2690:2908 | 26:34    |
| 4.    | UBC Medico Münster  | 2446:2490 | 24:36    |
| 5.    | TV Ibbenbüren       | 2547:2578 | 20:40    |
| 6.    | Hamburger TB 62 (A) | 2462:2794 | 12:48    |

Süd
Aufgrund des freiwilligen Abstiegs des SB DJK München nach der Hauptrunde, wurde die Abstiegsrunde nur mit fünf Mannschaften gespielt. Da aus der Basketball-Bundesliga zwei Mannschaften in die Südstaffel abstiegen, gab es zusätzlich drei reguläre Absteiger.
| Platz | Team               | Gesamt *  | Gesamt * |
| ----- | ------------------ | --------- | -------- |
| 1.    | SB DJK Rosenheim   | 2292:2243 | 30:22    |
| 2.    | TG Hanau           | 2084:2099 | 24:28    |
| 3.    | BC Darmstadt       | 2023:2111 | 20:32    |
| 4.    | VfL Waiblingen (N) | 2049:2340 | 20:32    |
| 5.    | TS Kronach (N)     | 2103:2356 | 12:40    |

 * Es wurden alle Ergebnissen der Hauptrunde in die Abstiegsrunde mitgenommen.